# Euxoa nomas
Euxoa nomas är en fjärilsart som beskrevs av Nicolas Grigorevich Erschoff 1874. Euxoa nomas ingår i släktet Euxoa och familjen nattflyn. Inga underarter finns listade i Catalogue of Life.